# Aegle vartianorum
Aegle vartianorum är en fjärilsart som beskrevs av Charles Boursin 1969. Aegle vartianorum ingår i släktet Aegle och familjen nattflyn. Inga underarter finns listade i Catalogue of Life.